# 로쿠베에
로쿠베에(ろくべえ)는 고구마를 이용한 일종의 국수이며 얇게 썬 고구마를 말려 가루로 만들어서 발효시키는 과정을 반복한 후 센단고를 만듥이것을 다시 가루로 내 물과 함께 반죽하여 강판을 대고 뜨거운 물에 갈아 만든 면이다.